# Fredric Hope
Fredric Hope (født 22. januar 1900, død 20. april 1937) var en amerikansk scenograf.
Han vandt en Oscar for bedste scenografi i 1935 for sit arbejde på filmen Den glade enke.
I 1937 var han nomineret i samme kategori for filmen Romeo og Julie.

## Udvalgte film
- On Ze Boulevard (1927)
- I kamp for kvinden (1933)
- Fest i Hollywood (1934)
- Den glade enke (1934)
- Romeo og Julie (1936)